# عبد الحميد بن المنذر بن الجارود
عبد الحميد بن المنذر بن الجارود العبدي البصري، تابعي، وراوي حديث نبوي من الثقات، من أهل المدينة المنورة.

## روايته للحديث النبوي
- روى عن: أنس بن مالك.
- روى عنه: أنس بن سيرين.[1]
- الجرح والتعديل: ذكره ابن حبان في كتاب الثقات، قال النسائي: «ثقة»، روى له ابن ماجه حديثًا واحدًا.[1]